# Blepharicera cherokea
Blepharicera cherokea är en tvåvingeart som beskrevs av Charles L. Hogue 1978. Blepharicera cherokea ingår i släktet Blepharicera och familjen Blephariceridae. Inga underarter finns listade i Catalogue of Life.